# Félix Oliver
Félix Oliver (El Masnou, 14 de julio de 1856 - Montevideo, 28 de diciembre de 1934) fue un comerciante y director de cine catalán, pionero del cine en Uruguay.

## Primeros años
Oliver nació en Masnou, pueblo costero de Cataluña cercano a Barcelona. Sus padres fueron Juan Oliver y Concepción Fortis. Su padre se dedicaba al comercio marítimo, profesión en la que Félix se introdujo desde los 12 años.
Hacia fines de 1874, luego de viajar por diversos países de América, la familia se estableció en Montevideo. Si bien Oliver era piloto de marina, prefirió dedicarse al arte pictórico y el dibujo. El 15 de enero de 1881 se casó con la uruguaya Juana Martorell, con quien tuvo ocho hijos.
Entre sus primeras actividades en Uruguay, estableció un taller de pintura y trabajó también en la decoración y pintura de carros y otros elementos para el Carnaval. En 1903 fundó la empresa La Platense, dedicada al comercio de pinturas y papeles.

## Actividad cinematográfica
Hacia 1898, durante uno de sus viajes a Europa, compró una cámara, un proyector y rollos de película con los cuales filmó las primeras películas uruguayas. Son breves piezas documentales y publicitarias, que Oliver proyectó en salas establecidas especialmente por él mismo con ese fin. Carrera de bicicletas en el velódromo de Arroyo Seco, fechada por la mayoría de las fuentes en 1898, es ampliamente considerada la primera película uruguaya. El investigador Juan Pablo Lepra, sin embargo, considera que esta película no puede ser anterior a 1901, debido a que diversas fuentes permiten suponer que la fecha de inauguración del velódromo en el que transcurrió la película fue en ese año. Otras películas de Oliver son Juego de niñas y fuente del Prado (1899), Oliver, Juncal 108 (primera pieza audiovisual publicitaria de Uruguay, de 1900), Un viaje en ferrocarril a Minas (según algunas fuentes, Un viaje en ferrocarril a Peñarol, 1900), Festejos patrios del 25 de agosto en el Parque Urbano (1900), Calle 25 de Mayo esquina Cerro (1900), Zoológico de Villa Dolores, Señor Rossell y Rius, amigos y demás público. El primitivo automóvil (1902), Elegantes paseando en Landau (1902), Desfile militar de la Parva Domus (1902) y José Batlle y Ordóñez, presidente de la República, descendiendo de un coche frente a la puerta del Cabildo en la iniciación del período legislativo (1904-1905). Cinemateca Uruguaya conserva copias de varias de estas películas.

## Últimos años
Oliver abandonó la actividad cinematográfica debido al alto costo de los materiales, a las dificultades para recibir y proyectar material cinematográfico de Francia, y a advertencias de la Intendencia de Montevideo por carecer de medidas para sofocar incendios en la sala. Mantuvo la empresa de pinturas hasta su muerte, en 1934.

## Filmografía
- 1898: Carrera de bicicletas en el velódromo de Arroyo Seco
- 1899: Juego de niñas y fuente del Prado
- 1900: Oliver, Juncal 108
- 1900: Un viaje en ferrocarril a Minas
- 1900: Festejos patrios del 25 de agosto en el Parque Urbano
- 1900: Calle 25 de Mayo esquina Cerro
- 1902: Zoológico de Villa Dolores, Señor Rossell y Rius, amigos y demás público. El primitivo automóvil
- 1902: Elegantes paseando en Landau
- 1902: Desfile militar de la Parva Domus
- 1904-1905: José Batlle y Ordóñez, presidente de la República, descendiendo de un coche frente a la puerta del Cabildo en la iniciación del período legislativo